# Barbara Jožefa Struss
Barbara Struss, sestra Marija Jožefa, slovenska učiteljica risanja in slikarka, * 29. november 1805, Ljubljana, † 3. januar 1880, Ljubljana.

## Zgodnje življenje
Barbara Jožefa se je rodila 29. novembra 1805 v Ljubljani služabnikoma Mariji Tratnik in Antonu Strussu. Leta 1823 je vstopila v samostan uršulink v Ljubljani. Večne redovne zaobljube je izpovedala leta 1829.Kmalu po njenem prihodu v samostan je na pobudo duhovnega voditelja samostana, Janeza Šlakerja, slikarski mojster Matevž Langus začel poučevati risanja novinke samostana, med drugim tudi Barbaro Jožefo. Barbara Jožefa je Matevžu Langusu pomagala naslikati oltarno sliko Svete Trojice za glavni oltar uršulinske cerkve v Ljubljani.

## Delo učiteljice ter starost
Leta 1826 je dobila službo učiteljice risanja na notranji in zunanji uršulinski šoli, ki jo je opravljala do svoje starosti.Hkrati je več desetletji opravljala tudi službo prefektke samostanskega šolskega zavoda.Leta 1874 je bila izvoljena za prednico ljubljanskega uršulinskega samostana.Službo prednice je opravljala do smrti.

## Umetniško delo
Slikala je celo življenje. Veliko njenih del je bilo naslikanih za potrebe samostana in uršulinske cerkve, pa tudi drugih cerkva.Veliko je slikala z oljem, v fresko tehniki.Svoja dela je podpisovala z začetnicami imena.

### Glavna dela
- Oltarna slika Svete Trojice (1840): pripravila je kompozicijski skic in podris za sliko Svete Trojice v uršulinski cerkvi.[2]
- Sveti Janez Evangelist (olje na platnu): ena izmed več oljnih slik za stranske oltarje cerkve.[2]
- Postaje Bogorenja: naslikani leseni ali platneni panoji za kulise božjega groba.[2]
- Srca Jezusovo in Marijino (olie na platnu): za kapelo samostana.[2]
- Freske v refektoriju: ciklus svetnikov (Jožef, Ana, Uršula, Angela, Avguštin, Ignacij, Terezija, Katarina, Jezus in Marija) na stenah samostanske jedilnice.[2]
- Pogled na Bled (olie na platnu)[2]
- Freske ob samostanskem vrtu: trideset manjših prizorov.[2]
- Portret škofa Antona Wolfa (1845): formalni oljni portret za Alojzijevišče.[2]
- Kristus na pokopališču v Dobrovi (1848, naslikan na pločevino): za pokopališče.[2]
- Naša Gospa pri Križu (župnija Litija): oltarna slika.[2]
- Portret J. J. Schellenburga (1847)[2]

## Smrt in zapuščina
Barbara Jožefa je umrla 3. januarja 1880 v Ljubljani. Njena dela še vedno krasijo ljubljanski uršulinski samostan.Umetnostnozgodovinska analiza jo uvršča med skupino “Old Masters” slovenske likovne zgodovine, saj so jo kot pomemben člen umetnostnega omrežja 19. stoletja prepoznali tudi pri preučevanju likovnih povezav tistega obdobja.